# Voyer
Voyer è un comune francese di 432 abitanti situato nel dipartimento della Mosella nella regione del Grand Est.

## Storia

### Simboli
Lo stemma comunale si blasona:
Riprende le aquile dello stemma dei conti di Leiningen, antichi signori del luogo, con una campagna ondata a rappresentare uno stagno.

## Società

### Evoluzione demografica
Abitanti censiti